# 多媒體封裝格式
多媒體封裝格式（Multimedia Container Format，簡稱MCF、多媒體容器），是一种開放（沒有身分規限，免費）、自由的数据格式。開發者承諾任何人可以自由地使用這種格式和經這種格式所開發的軟件，不會在這種格式普及時将其转變成一個商業項目。
本來MCF是一個文件格式，就像微軟的AVI，但它的文件格式包含著流式傳輸和廣播設備。它並不壓縮視頻和音頻的，但它就像一個容器一樣可以把很多的多媒體容納，例如：MPEG-4（XviD、DivX），AC3，Ogg Vorbis，MP3等。

## 歷史
在2000年的時候，唯一一種的視頻格式是AVI，開發者眼見AVI已經時勢已去，不能再作長久的發展，於是就開發這個科研項目。原來這個科研項目的開發是始於在「如何成為最佳的視頻格式」為議題下進行腦力激盪法的。在那時，這個科研項目只是一個文字檔案的。